# Soyuz TMA-17
Soyuz TMA-17 foi uma missão da nave Soyuz à Estação Espacial Internacional e a 104ª missão tripulada do programa Soyuz. O lançamento ocorreu em  20 de dezembro de 2009 do Cosmódromo de Baikonur e a acoplagem com à EEI em 22 de dezembro de 2009.

## Tripulação
| Posição             | Cosmonauta      |
| ------------------- | --------------- |
| Comandante          | Oleg Kotov      |
| Engenheiro de voo 1 | Timothy Creamer |
| Engenheiro de voo 2 | Soichi Noguchi  |

## Parâmetros da Missão
- Massa: 7.250 kg
- Perigeu: 336 km
- Apogeu: 351 km
- Inclinação: 51,60°
- Período orbital: 91,50 minutos

## Missão
A espaçonave levou os três últimos integrantes da Expedição 22 à EEI, o cosmonauta Oleg Kotov e os astronautas, Timothy Creamer e Soichi Noguchi do Japão. A Soyuz TMA-17 ficou acoplada à Estação Espacial durante toda a duração da Expedição 22 e da Expedição 23 servindo como veículo de escape de emergência e retornou à Terra com a tripulação da expedição em 2 de junho de 2010.

## Galeria

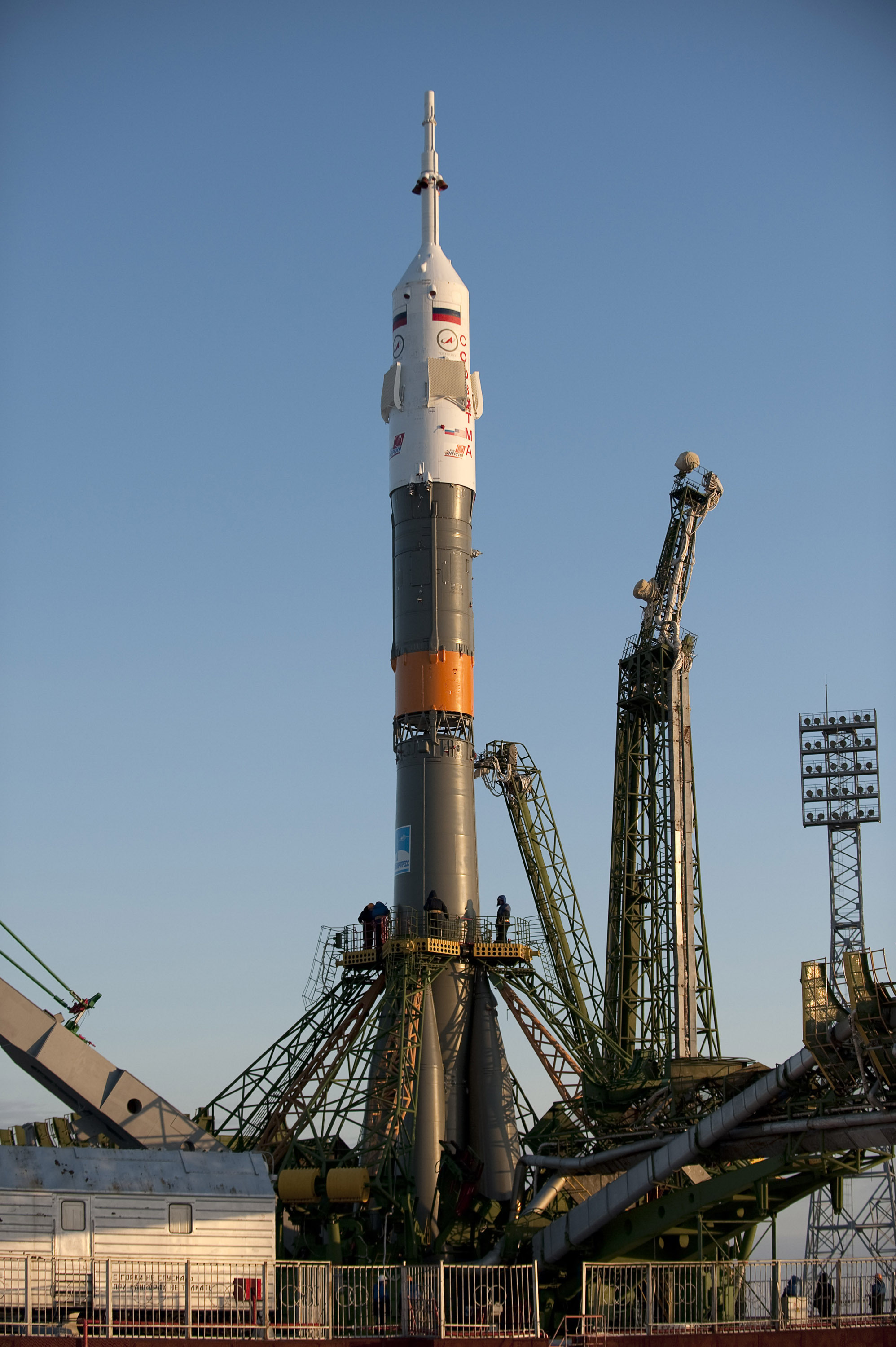
A nave pronta para o lançamento no Cosmódromo de Baikonur.
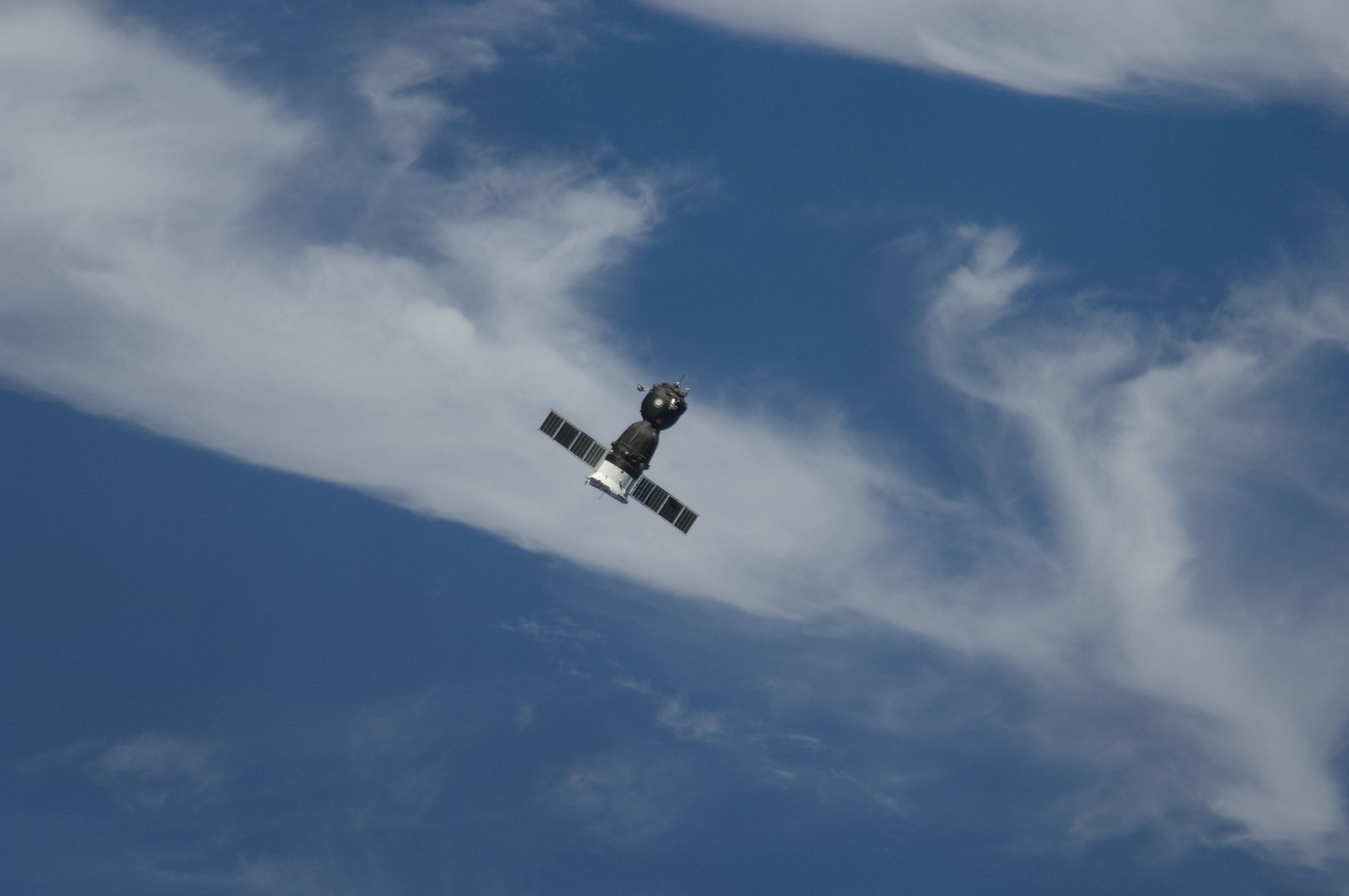
A nave vista durante a aproximação da ISS.
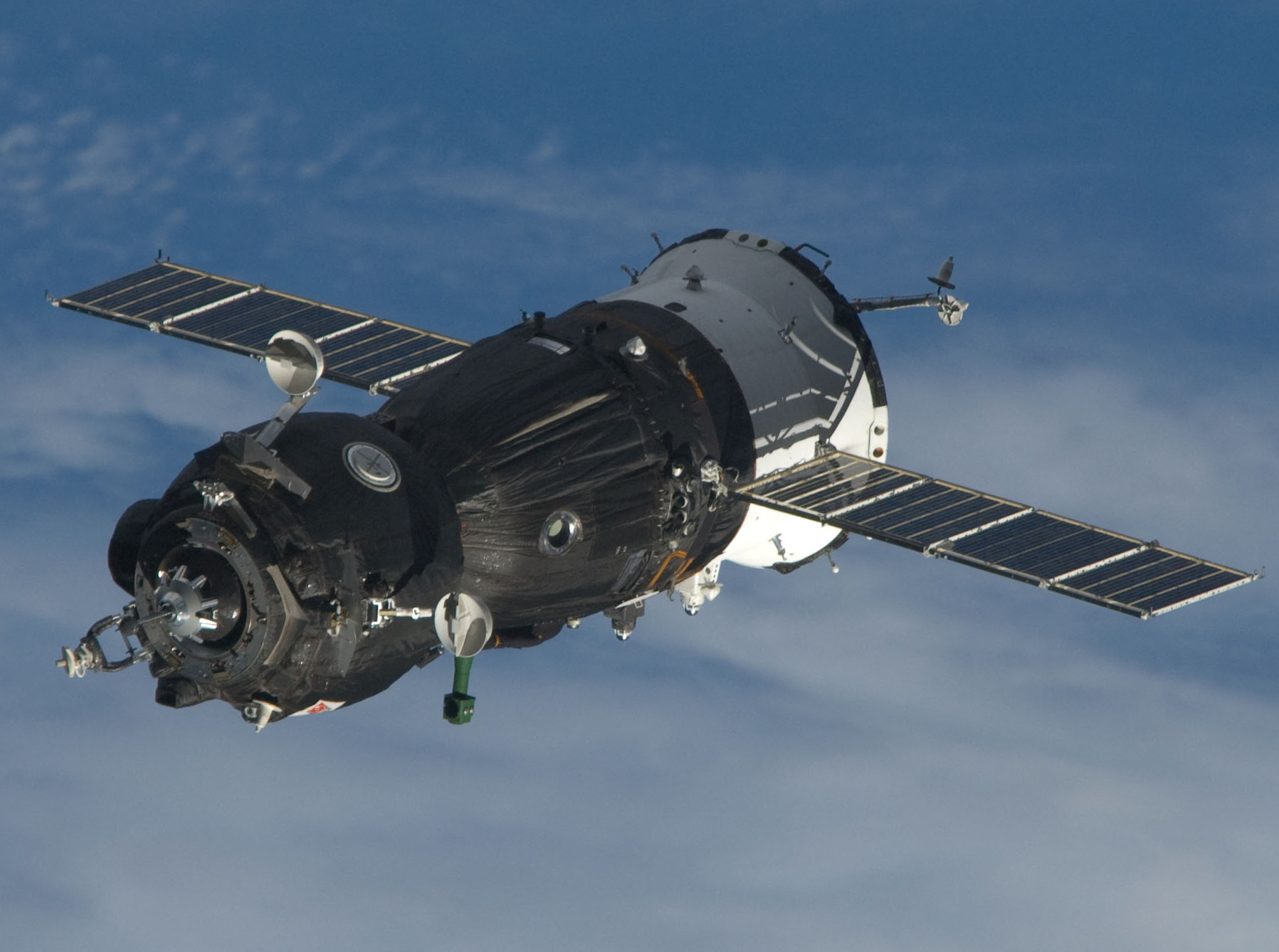
A Soyuz TMA-17 pouco antes da acoplagem na ISS.
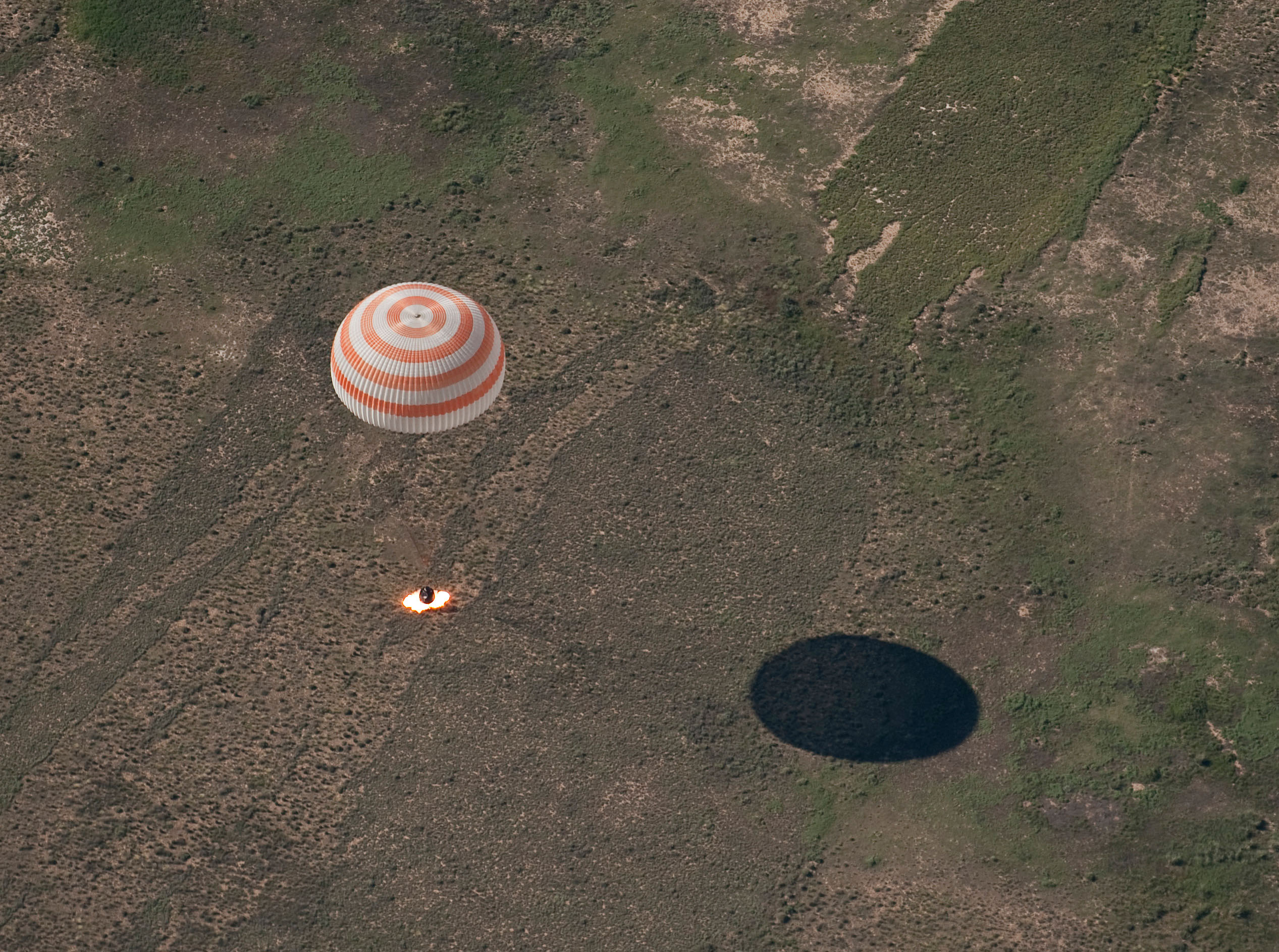
O momento do pouso nas estepes do Casaquistão.